# دونالد آدم
دونالد آدم (بالإنجليزية: Donald Adam) هو مجدف نيوزيلندي، ولد في القرن العشرين.

## وصلات خارجية
- دونالد آدم على موقع اللجنة الأولمبية النيوزيلندية (الإنجليزية)
- دونالد آدم على موقع اتحاد ألعاب الكومنولث (مؤرشف) (الإنجليزية)